# 마이클 피네다
미차엘 프란시스코 피네다 파울리노(스페인어: Michael Francisco Pineda Paulino, 1989년 1월 18일 ~ )는 전 도미니카 공화국의 야구 선수이다.